# Bitwa pod Frankopolem i Skrzeszewem

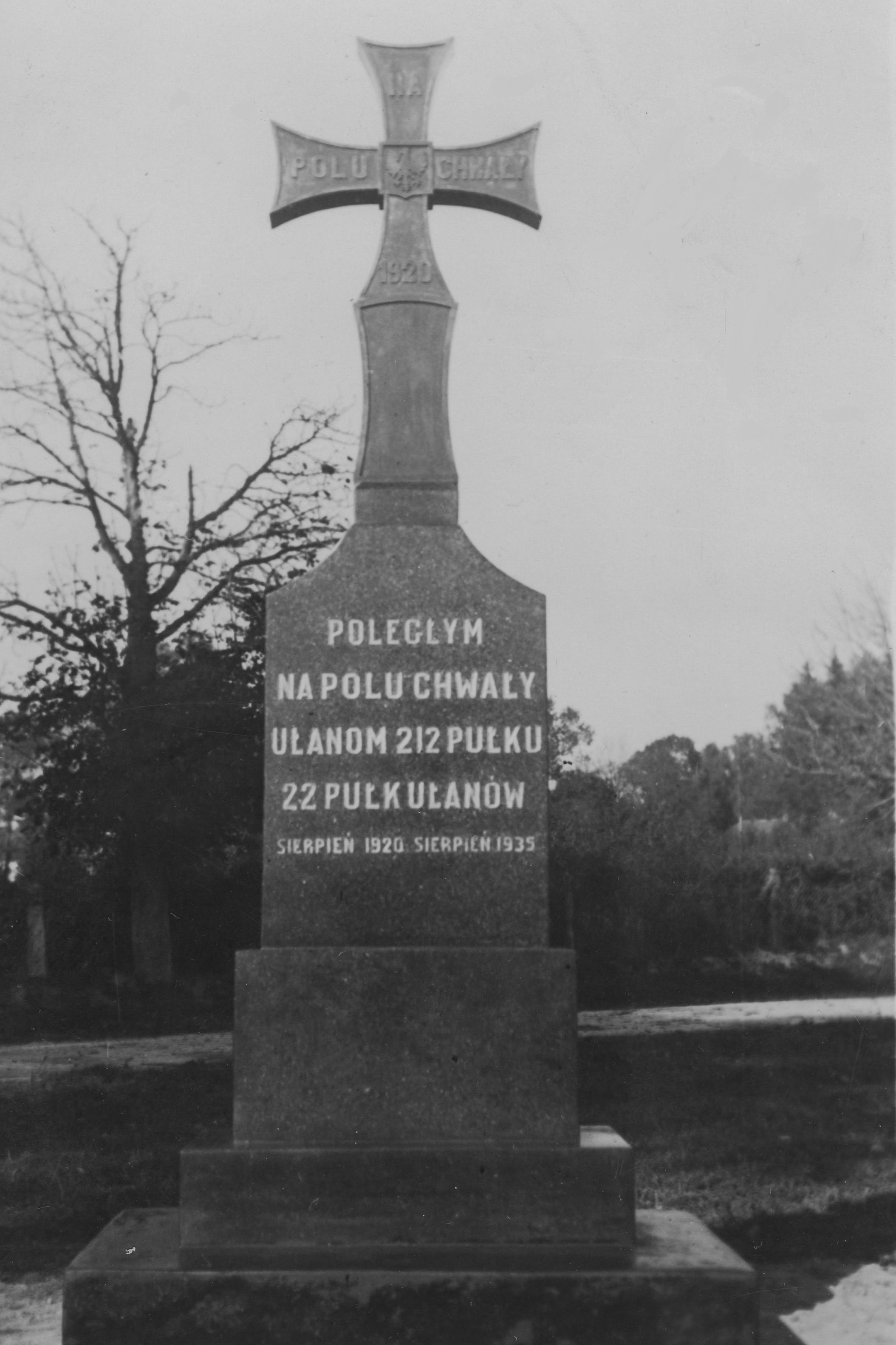
Pomnik z 1935 roku upamiętniający bitwę

Bitwa pod Frankopolem i Skrzeszewem – bój pomiędzy polską Brygadą Jazdy Ochotniczej a oddziałami kilku dywizji strzeleckich bolszewickiej 16 Armii, stoczony 19 sierpnia 1920 roku w rejonie przeprawy na Bugu we Frankopolu, podczas Bitwy Warszawskiej.
Podczas działań pościgowych będących następstwem sukcesu polskiej kontrofensywy nad Wieprzem, Brygada Jazdy Ochotniczej została skierowana nad Bug z zadaniem odcięcia drogi odwrotu bolszewickiej 16 Armii. W rejonie Frankopola i Skrzeszewa polscy kawalerzyści wdali się w bój z przeważającymi siłami przeciwnika. Walki miały bardzo zacięty charakter, niektóre pozycje kilkukrotnie przechodziły z rąk do rąk. Ostatecznie 16 Armia została zmuszona do zmiany kierunku odwrotu, co w konsekwencji doprowadziło do jej rozbicia w bitwie białostockiej.

## Preludium
16 sierpnia 1920 roku oddziały Frontu Środkowego pod osobistym dowództwem Naczelnego Wodza Józefa Piłsudskiego rozpoczęły znad Wieprza kontruderzenie na odsłoniętą flankę bolszewickiego Frontu Zachodniego. Polska kontrofensywa szybko uzyskała całkowite powodzenie. W ciągu dwóch dni rozbito południowe skrzydło nacierającej na przedmoście warszawskie 16 Armii Nikołaja Sołłohuba oraz przecięto jej najważniejsze linie komunikacyjne. Już 18 sierpnia Naczelny Wódz nakazał wojskom Frontu Środkowego przejść do działań pościgowych, odciąć bolszewikom drogi odwrotu oraz uniemożliwić im ustabilizowanie frontu w oparciu o linię Bugu.
Jedną z polskich jednostek uczestniczących w kontruderzeniu znad Wieprza była Brygada Jazdy Ochotniczej, którą sformowano na Lubelszczyźnie pod koniec lipca 1920 roku. Brygadą dowodził mjr Feliks Jaworski. Początkowo była rozlokowana w rejonie Firleja i stanowiła odwód Frontu Środkowego. Później skierowano ją w rejon Radzynia Podlaskiego, w lukę, która wytworzyła się między polskimi 3 i 4 Armią. 16 sierpnia grupa mjr. Jaworskiego zdobyła Radzyń, biorąc wielu jeńców z bolszewickiej 170 Brygady Strzeleckiej. W nocy z 16 na 17 sierpnia kawalerzyści skierowali się na Międzyrzec Podlaski, rozbili dwa bolszewickie bataliony w boju pod Kąkolewnicą, a następnie odparli nieprzyjacielski kontratak. Po południu 17 sierpnia Brygada Jazdy Ochotniczej wyzwoliła Międzyrzec, zdobywając tabory 170 BS. Swoimi działaniami zablokowała wojskom bolszewickim drogę odwrotu na Brześć Litewski.
Następnego dnia o świcie, wykonując rozkazy dowództwa 3 Armii, brygada wyruszyła w kierunku Drohiczyna z zadaniem zajęcia przepraw na Bugu. Około południa kawalerzyści wyzwolili Mordy, w których wzięto około 60–100 jeńców. Niedługo później polskie patrole przyniosły wiadomość, że w Sokołowie Podlaskim znajdują się znaczne siły przeciwnika, których liczebność szacowano na 2 tys. żołnierzy, wspartych kilkoma bateriami artylerii. Major Jaworski słusznie przewidział, że ze względu na obecność artylerii i taborów przeciwnik będzie usiłował przeprawić się przez Bug we Frankopolu, gdyż do tej przeprawy prowadziła z Sokołowa utwardzona droga. Porozumiawszy się z dowództwem 1 Dywizji Piechoty Legionów, postanowił zająć Frankopol nocnym uderzeniem i tym samym zablokować bolszewikom drogę odwrotu.

## Przebieg bitwy
Grupa jazdy mjr. Jaworskiego składała się z trzech dwuszwadronowych pułków jazdy ochotniczej: 1. wołyńskiego, 2. lubelskiego, 3. siedleckiego. Przed rozpoczęciem kontrofensywy wzmocniono ją dodatkowo doświadczonym 4. dywizjonem 1 pułku strzelców konnych. Brygada liczyła łącznie około 550 żołnierzy i 16 ckm.
Przystępując do natarcia na Frankopol mjr Jaworski podzielił swe siły na dwie grupy. Pierwsza kolumna – złożona z najlepiej wyszkolonych żołnierzy, przede wszystkim strzelców konnych z 4. dywizjonu 1 psk – miała uderzyć bezpośrednio na przeprawę we Frankopolu. Kolumna ta dysponowała czterema karabinami maszynowymi, dowodził nią osobiście mjr Jaworski. Druga kolumna, dowodzona przez ppłk. Szmidta, otrzymała zadanie zdobycia Skrzeszewa. Rafał Roguski podaje, że w bitwie wziął także udział około pięćdziesięcioosobowy oddział partyzancki, złożony głównie z miejscowych chłopów.
Działania kolumny mjr. Jaworskiego ułatwił fakt, że za przewodnika służył jej ułan Gościcki, w cywilu właściciel folwarku Frankopol. Na kilka godzin przed świtem Gościcki doprowadził kolumnę do zarośli nad brzegiem Bugu. Tam kawalerzyści pozostawili konie, po czym uderzyli na bolszewicką placówkę strzegącą mostu. Udało się ją zlikwidować bez jednego wystrzału. Był to jednak dopiero początek bitwy. Silny opór stawili czerwonoarmiści przebywający w zabudowaniach folwarku, do walki włączyła się także piechota przeprawiająca się przez most na Bugu. Przeciwnik nie uległ panice, będąc przekonanym, że ma do czynienia co najwyżej z partyzantami; nie spodziewano się obecności regularnego polskiego wojska tak głęboko na własnych tyłach. Folwark musiał zostać zdobyty szturmem. Walczono na najbliższe odległości, na moście doszło nawet do walki wręcz. Wyparcie bolszewików z Frankopola okupiono dużymi stratami, poległ m.in. ułan Gościcki.
Przerwę w walce mjr Jaworski wykorzystał, aby obsadzić folwark i zabezpieczyć go przed spodziewanym kontratakiem z zachodu. Do zabezpieczenia mostu skierowano pluton kawalerii z jednym karabinem maszynowym.
Po upływie godziny polskie czujki dostrzegły silną nieprzyjacielską kolumnę, która podchodziła do Frankopola od zachodu. Były to elementy bolszewickich 2., 17. i 21. Dywizji Strzeleckich oraz grupy niedobitków z 8., 10. i 57. Dywizji Strzeleckich. Przeciwnik był zdemoralizowany i osłabiony wcześniejszymi walkami, niemniej dysponował wielokrotną przewagą liczebną oraz przewyższał Polaków siłą ognia. Major Jaworski usiłował utrzymać przeprawę, został jednak ranny, a jego oddział pod silnym naciskiem przeciwnika musiał wycofać się do wsi Rudniki. W zasięgu polskiego ostrzału pozostały jednak szosa i most na Bugu, którymi wycofywały się na wschód bolszewickie oddziały. O świcie rtm. Zapolski, który przejął dowodzenie z rąk rannego mjra Jaworskiego, postanowił nawiązać kontakt z resztą brygady. W Rudnikach pozostawił jeden pluton z zadaniem dalszego ostrzeliwania szosy i mostu, a sam wraz z resztą oddziału wyruszył do Skrzeszewa.
Tymczasem o świcie 19 sierpnia pod Skrzeszew podeszła kolumna ppłk. Szmidta. Uzyskawszy informację, że Frankopol jest silnie obsadzony przez przeciwnika, a mjr Jaworski został wyparty do Rudnik, ppłk Szmidt postanowił podzielić swoje siły. 3. szwadron i drużynę ckm pod dowództwem por. Aleksandra Pietraszewskiego skierował na Frankopol z zadaniem związania przeciwnika i osłony prawego skrzydła zgrupowania uderzeniowego. Reszta kolumny miała nacierać na Skrzeszew. Pod osłoną mgły polscy kawalerzyści podeszli do wsi na odległość około pół kilometra, a tam zostali zasypani silnym, aczkolwiek niecelnym ogniem przeciwnika. Do walki włączyła się ukryta między zabudowaniami bateria bolszewickiej artylerii. Wobec wyraźnych oznak przygotowań do nieprzyjacielskiego kontrataku, ppłk. Szmidt postanowił wycofać swoich żołnierzy.
W pościgu za kawalerzystami Szmidta czerwonoarmiści wyszli ze Skrzeszewa. Nie zdawali sobie jednak sprawy, że odsłonili w ten sposób swoją lewą flankę. Wykorzystał to por. Pietraszewski. Podporządkowawszy sobie pół szwadronu oraz kolejną drużynę ckm, które wycofały się uprzednio w kierunku jego pozycji, zorganizował uderzenie na Skrzeszew. Bolszewicy nie spodziewali się uderzenia od strony Frankopola, a w dodatku sprzyjający teren pozwolił Pietraszewskiemu niepostrzeżenie podejść pod wieś. Gwałtownym uderzeniem rozbito bolszewicką kompanię odwodową i zdobyto baterię artylerii. W międzyczasie ppłk. Szmidt rzucił szwadron por. Rejnhardta do uderzenia na nieprzyjacielską tyralierę, która w pościgu za jego kolumną wyszła ze Skrzeszewa. Dodatkowo bolszewików ostrzelały z flanki drużyny ckm pod dowództwem rtm. Chomińskiego, a gdy przystąpili do bezładnego odwrotu, ze Skrzeszewa uderzył na nich od tyłu por. Pietraszewski. Grupa Sowietów usiłowała zorganizować opór na zachodnim skraju wsi, lecz por. Pietraszewski rozbił ją gwałtownym uderzeniem swojego ostatniego plutonu. W polskie ręce wpadło kilkuset jeńców, dwa sztandary, kilka ckm i wiele wozów taborowych. Po podciągnięciu koniowodnych i ubezpieczeniu wsi, porucznik wysłał szwadron w konnym szyku oraz drużynę ckm na taczankach w pościg za wycofującymi się na północ bolszewikami. Wzięto kolejnych kilkuset jeńców, zdobyto kolejną baterię oraz liczne wozy taborowe.
Tymczasem od strony Sokołowa zbliżyła się kolejna bolszewicka kolumna, zauważono również, że do kontrataku szykuje się załoga Frankopola. Pododdziały por. Pietraszewskiego były osłabione i wyczerpane walką, a w dodatku część żołnierzy musiano skierować do pilnowania jeńców, których liczba znacznie przewyższała liczebność polskiego oddziału. W tej sytuacji Pietraszewski uznał, że obrona Skrzeszewa nie rokuje szans powodzenia i wycofał swoje pododdziały nieco dalej na południe, skąd skutecznie obłożył wieś i szosę ogniem karabinów maszynowych. Opuszczając Skrzeszew, ewakuowano własnych rannych, a także zabrano jeńców oraz zamki z czternastu zdobycznych dział.
W międzyczasie ppłk Szmidt przejął dowodzenie nad całą brygadą. Uzyskawszy wiadomość, że bolszewicy pozostawili w Skrzeszewie jedynie straż tylną, uporządkował swoje oddziały i rzucił je do natarcia. Stawiający silny opór przeciwnik został wyparty ze wsi atakiem na bagnety. Wzięto jeńców, zdobyto baterię artylerii i kilka ckm. W trakcie pościgu polscy kawalerzyści zdobyli wzgórza przed Frankopolem, z których mogli skutecznie ostrzeliwać most. Bolszewicy próbowali odzyskać je kontratakiem, który załamał się jednak w ogniu zdobycznych ckm oraz dział. Te ostatnie uruchomił chor. Sukiennicki wraz z kilkoma innymi ochotnikami, służącymi uprzednio w artylerii. Następnie Polacy ostrzelali bolszewickie wojska i tabory oczekujące na przeprawę przez Bug. Przekonani, że nieprzyjaciel podciągnął artylerię, bolszewicy podpalili most i w nieładzie wycofali resztę swoich oddziałów.

## Bilans
Podczas wielogodzinnej bitwy Brygada Jazdy Ochotniczej wzięła ponad tysiąc jeńców. Zdobyła także 15 dział, 9 ckm i cztery sztandary. Bolszewicy stracili wielu zabitych i rannych.
Polska brygada okupiła swoje zwycięstwo utratą 26 zabitych i 44 rannych, co stanowiło 15% jej stanu osobowego.
Bitwa miała duże znaczenie operacyjne. Utrata przeprawy pod Frankopolem wraz z jednoczesnym zdobyciem Drohiczyna przez polską 1 DP Leg. zmusiły bowiem bolszewicką 16 Armię do zmiany kierunku odwrotu i wybrania okrężnej trasy przez Granne i Nur. W konsekwencji nie zdołała oderwać się od przeciwnika i została rozbita w bitwie pod Białymstokiem.

## Upamiętnienie
Polskich żołnierzy poległych w bitwie pogrzebano na cmentarzu parafialnym w Skrzeszewie.
Rocznicę bitwy (19 sierpnia) ustanowiono świętem pułkowym 19 Pułku Ułanów Wołyńskich, utworzonego na bazie Brygady Jazdy Ochotniczej.
W 1935 roku na wschodnim krańcu wsi, nieopodal szosy, odsłonięto kamienny pomnik zwieńczony Krzyżem Walecznych. Widnieje na nim napis:

Poległym na polu chwały ułanom 212 Pułku
22 Pułk Ułanów
sierpień 1920 * sierpień 1935

22 sierpnia 1993 roku w kościele parafialnym św. Stanisława w Skrzeszewie odsłonięto tablicę pamiątkową, a na miejscowym cmentarzu – pomnik. Oba upamiętniają wydarzenia z sierpnia 1920 roku. Na tablicy widnieje napis:

W hołdzie żołnierzom poległym w obronie Ojczyzny w latach 1917–1920, 1939–45
19 p. ułanów wołyńskich z Ostroga n. Horyniem w 72 r. zwycięskiej bitwy pod Skrzeszewem i Frankopolem
Wierni Bogu i Ojczyźnie
A.D. 19–VIII–1992 Towarzysze Broni

Na głazie stanowiącym element pomnika na cmentarzu wyryto natomiast napis:

W hołdzie bohaterskim obrońcom Ojczyzny, ułanom jazdy ochotniczej mjr Feliksa Jaworskiego, strzelcom IV woł. dyw. 1 p.s.k., mieszkańcom Skrzeszewa i okolic, poległym za Wiarę i Ojczyznę w bitwie z bolszewikami pod Skrzeszewem i Frankopolem 19 sierpnia 1920 r. Naród.
Skrzeszew, A.D. 22.VIII.1993